# Biserica romano-catolică din Someșeni

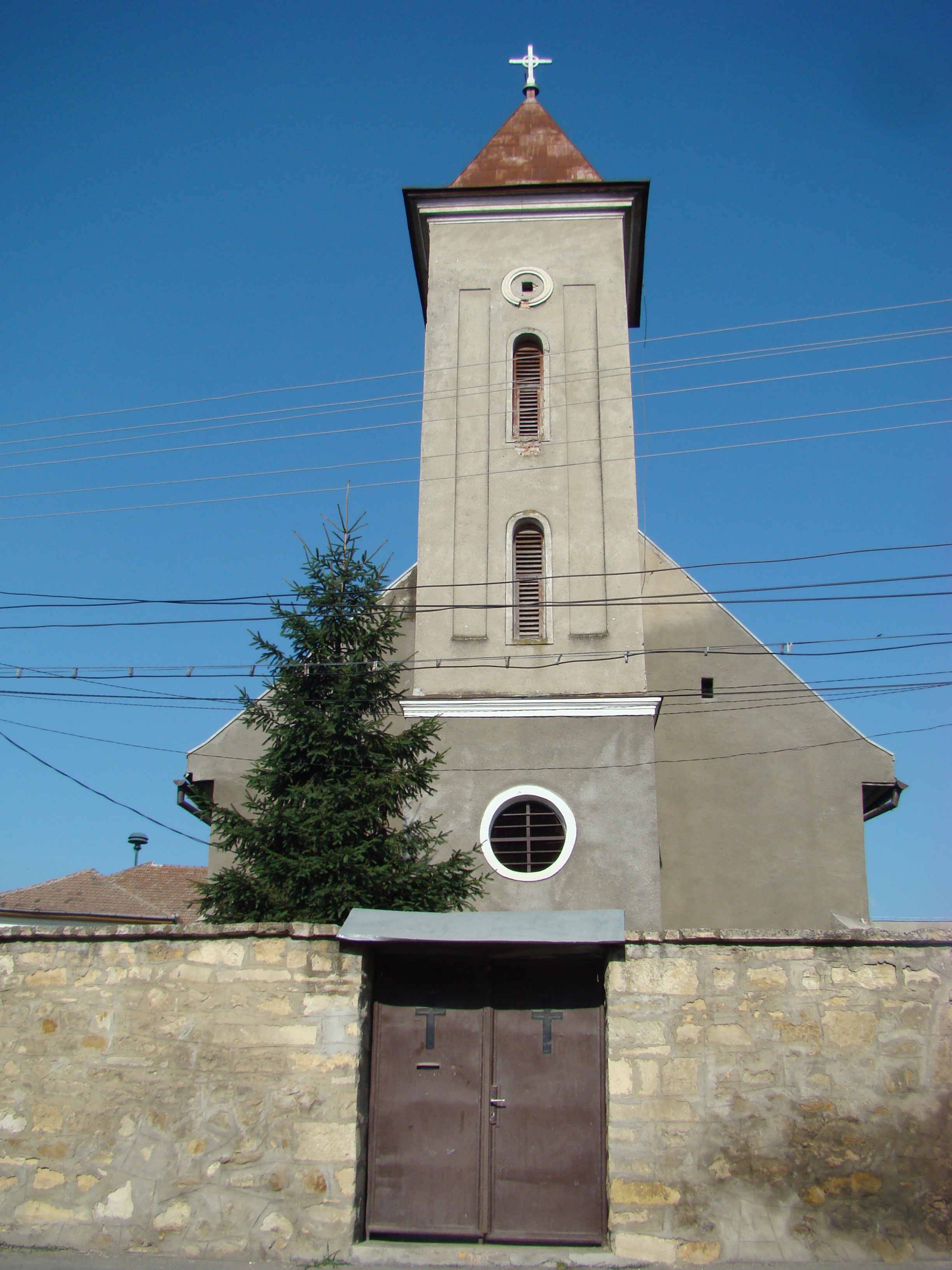
Biserica (vest)

Biserica romano-catolică din Someșeni este un monument istoric aflat în cartierul Someșeni al municipilui Cluj-Napoca, județul Cluj.

## Istoric și trăsături
A fost construită ca biserică parohială a fostului sat Someșeni. Localitatea este menționată documentar pentru prima oară în anul 1280, apare ulterior și în registrele dijmelor papale din 1332, fiind pomenit preotul Ioan, cel care a plătit suma de 50 de denari.  Biserica a fost ridicată probabil în a doua jumătate a secolului al XIII-lea, iar corul gotic la începutul secolului al XVI-lea.
Este ctitoria familiei nobiliare Mikola și a fost dedicată încă din perioada medievală Sfintei Elisabeta. Canonizarea ei, în anul 1235, oferă un reper cronologic în privința fondării acestei parohii. Din această primă biserică provine o cristelniță romanică păstrată în colecțiile Muzeului Național de Istorie a Transilvaniei din Cluj-Napoca.
Pe parcursul secolelor, edificiul a fost reconstruit de mai multe ori. Sanctuarul său gotic a fost construit la începutul secolului al XVI-lea cu sprijinul lui Ferenc Mikola.  În biserică se păstrează monumente funerare ale membrilor familiei Mikola.
Lăcașul de cult a mai suferit transformări importante în anii 1724 și 1806. Altarul principal datează din anul 1807, pictat de pictorul ardelean sas  Franz Anton Bergmann și închinat Sfintei Elisabeta (Szent Erzsébet).

## Imagini din exterior

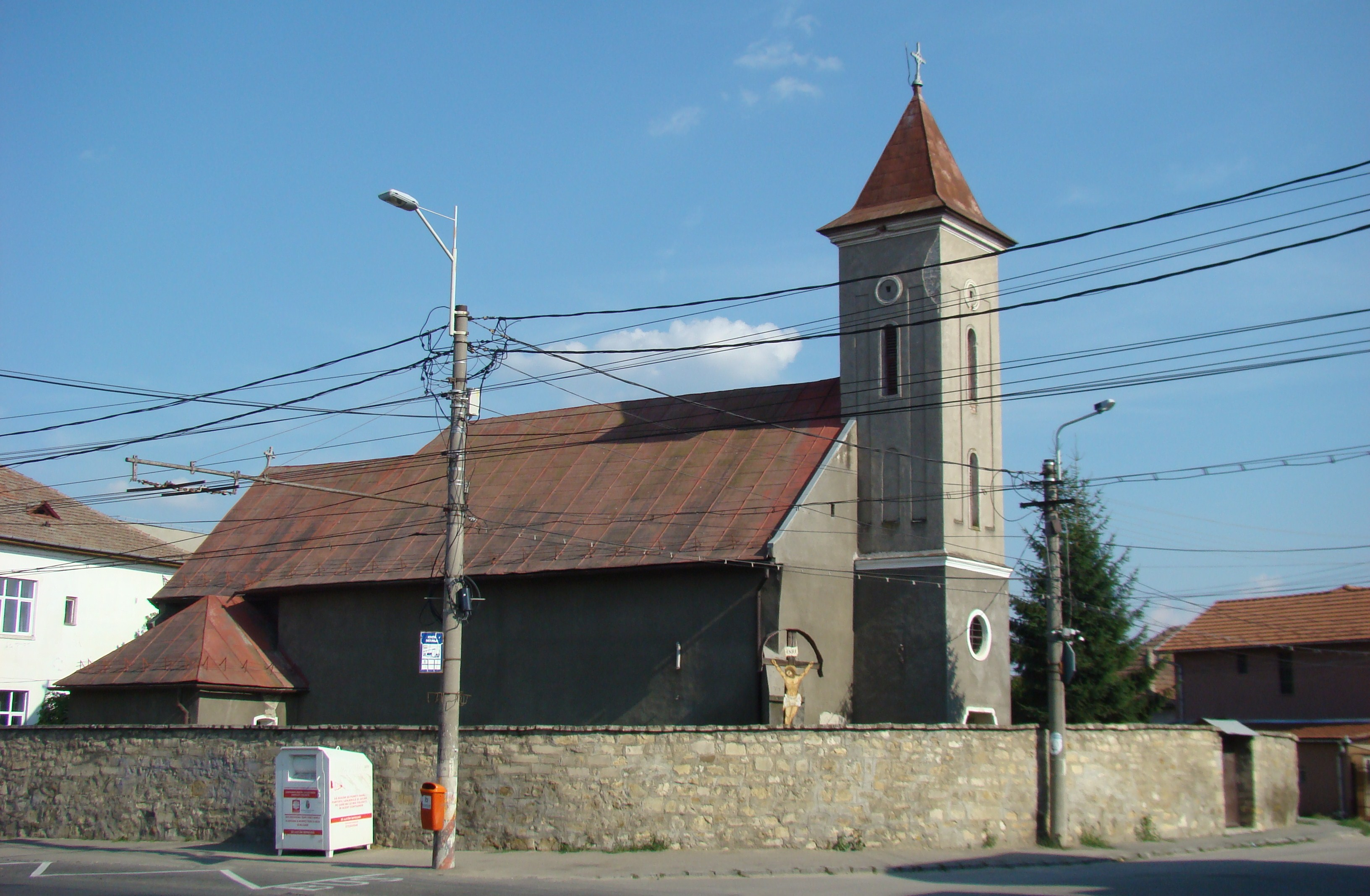
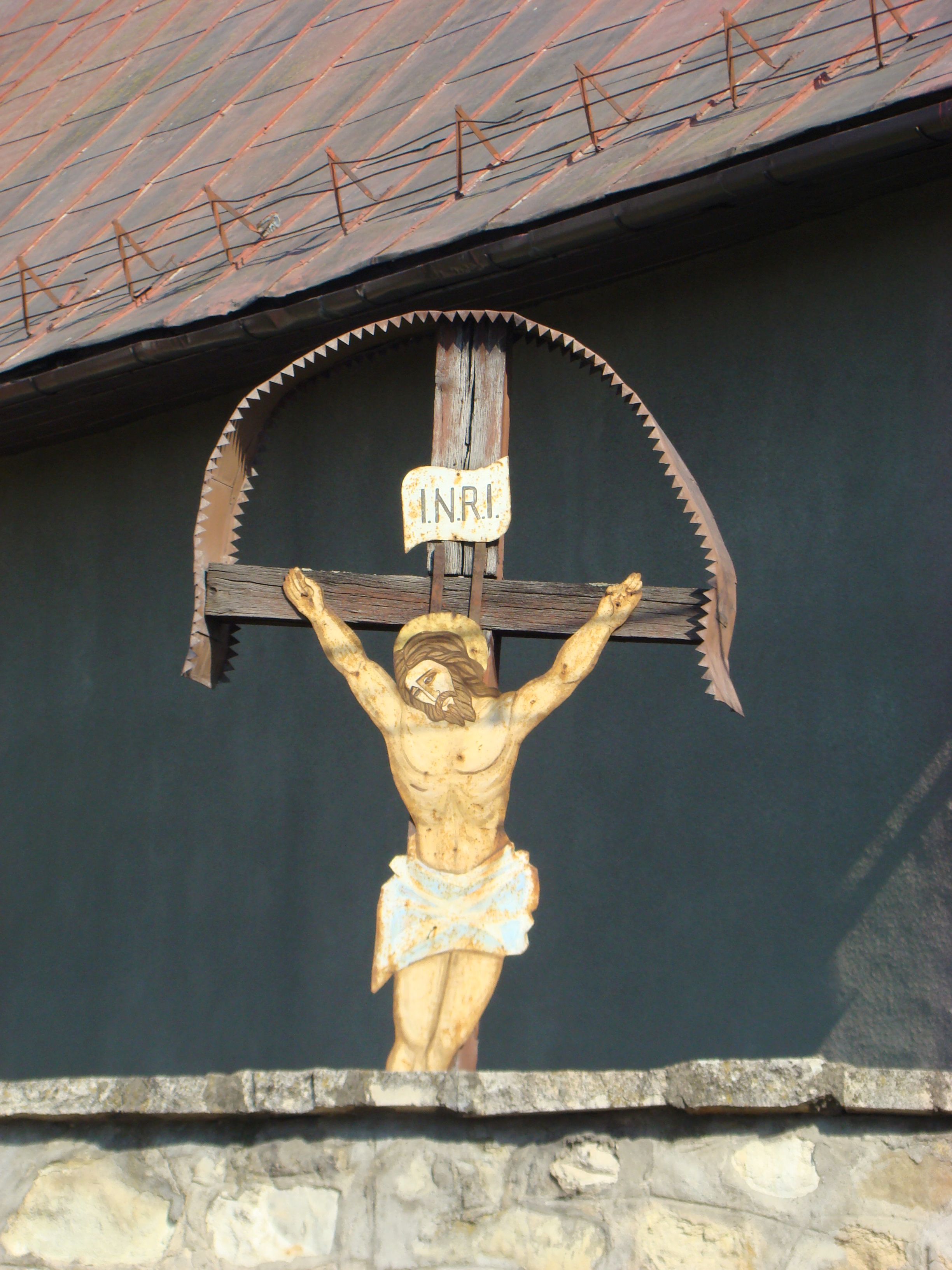
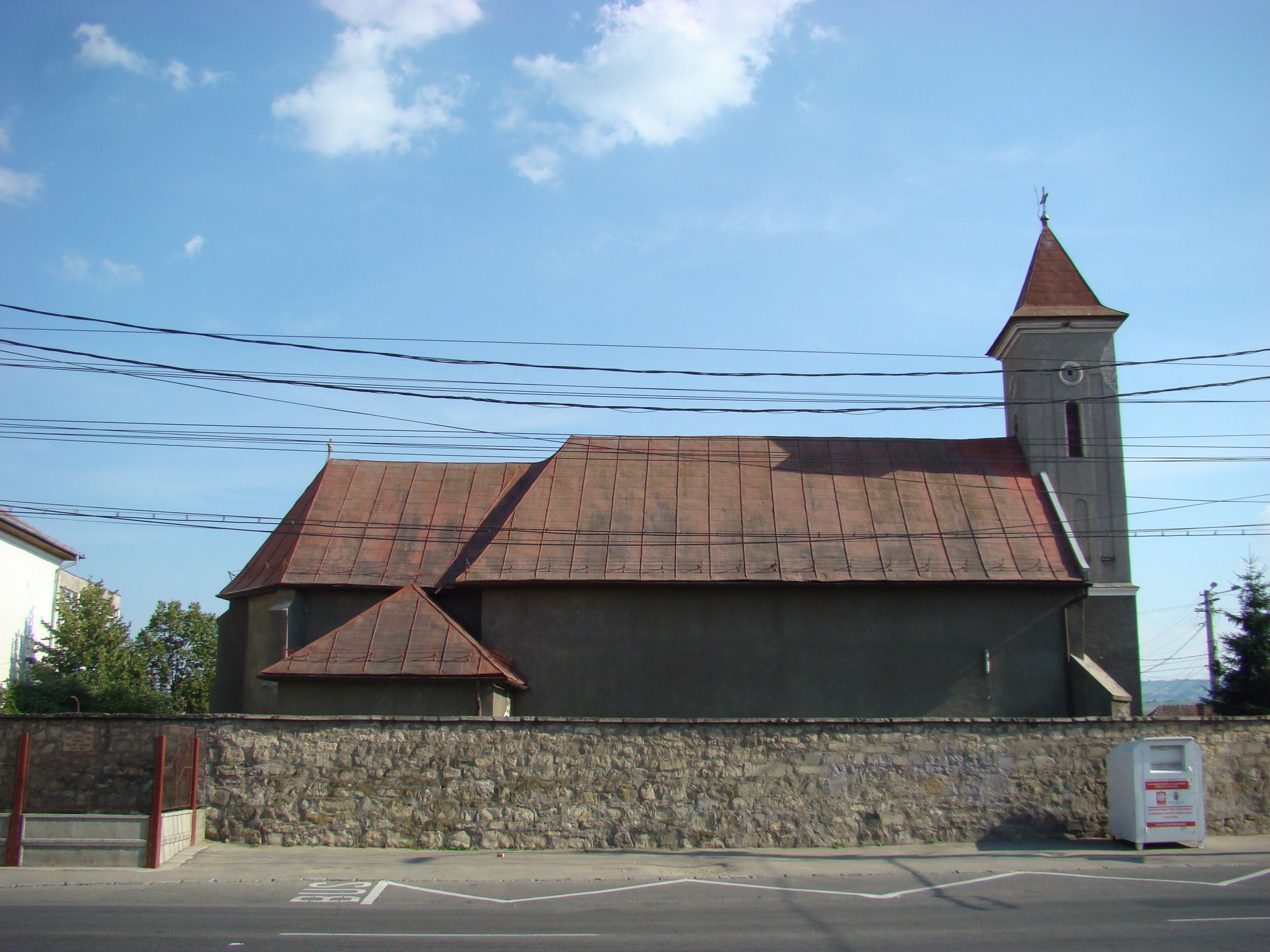
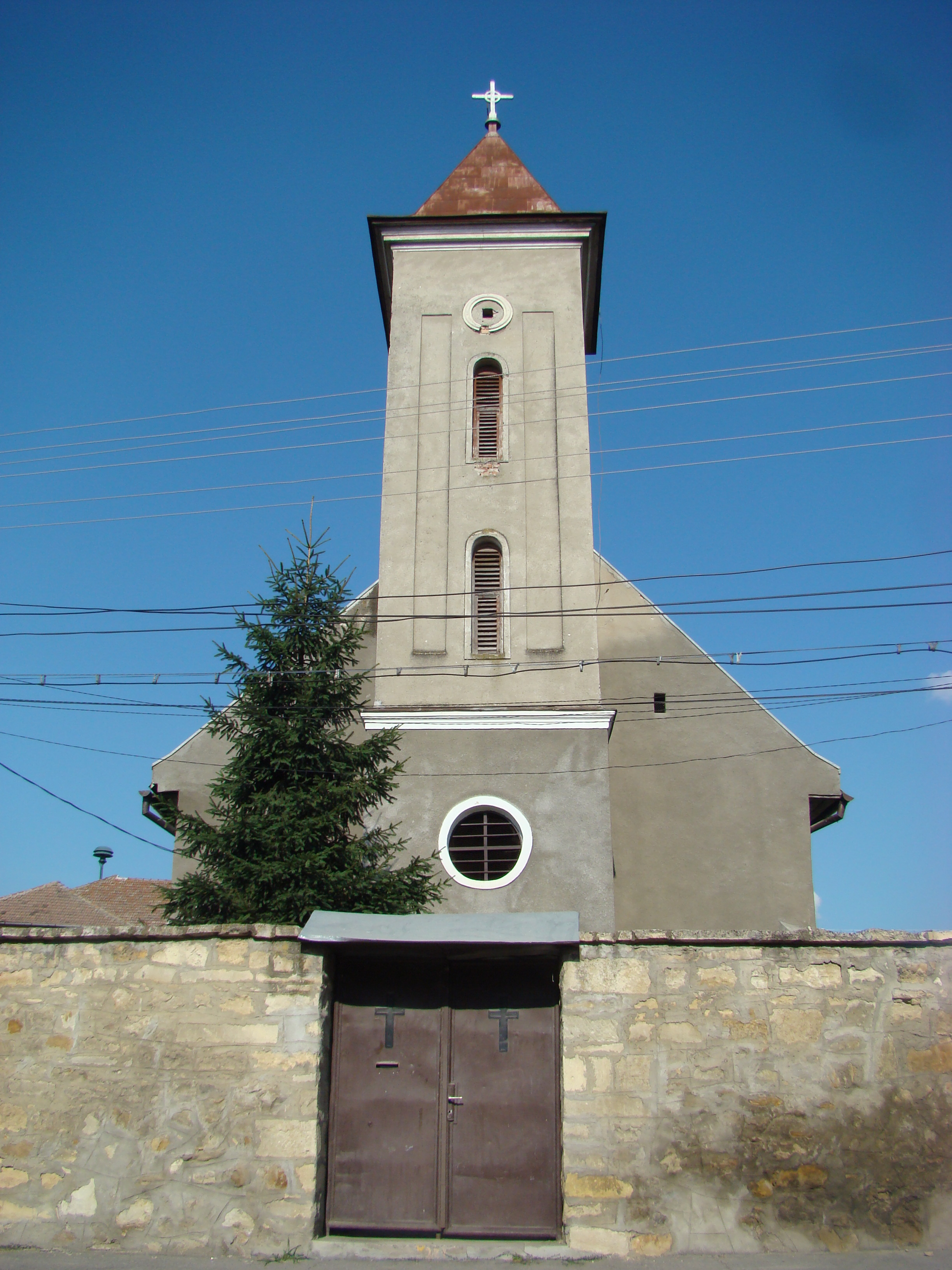
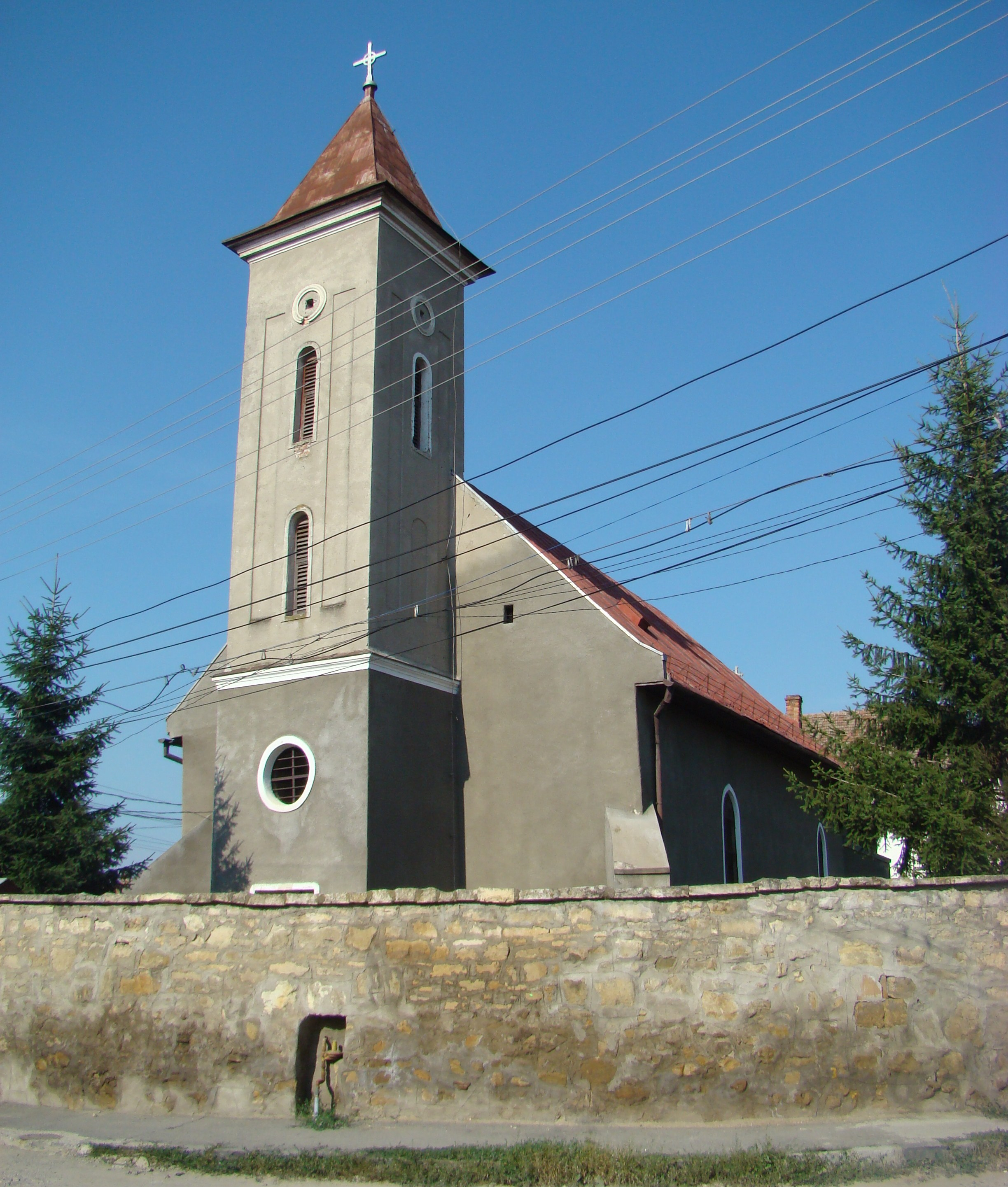
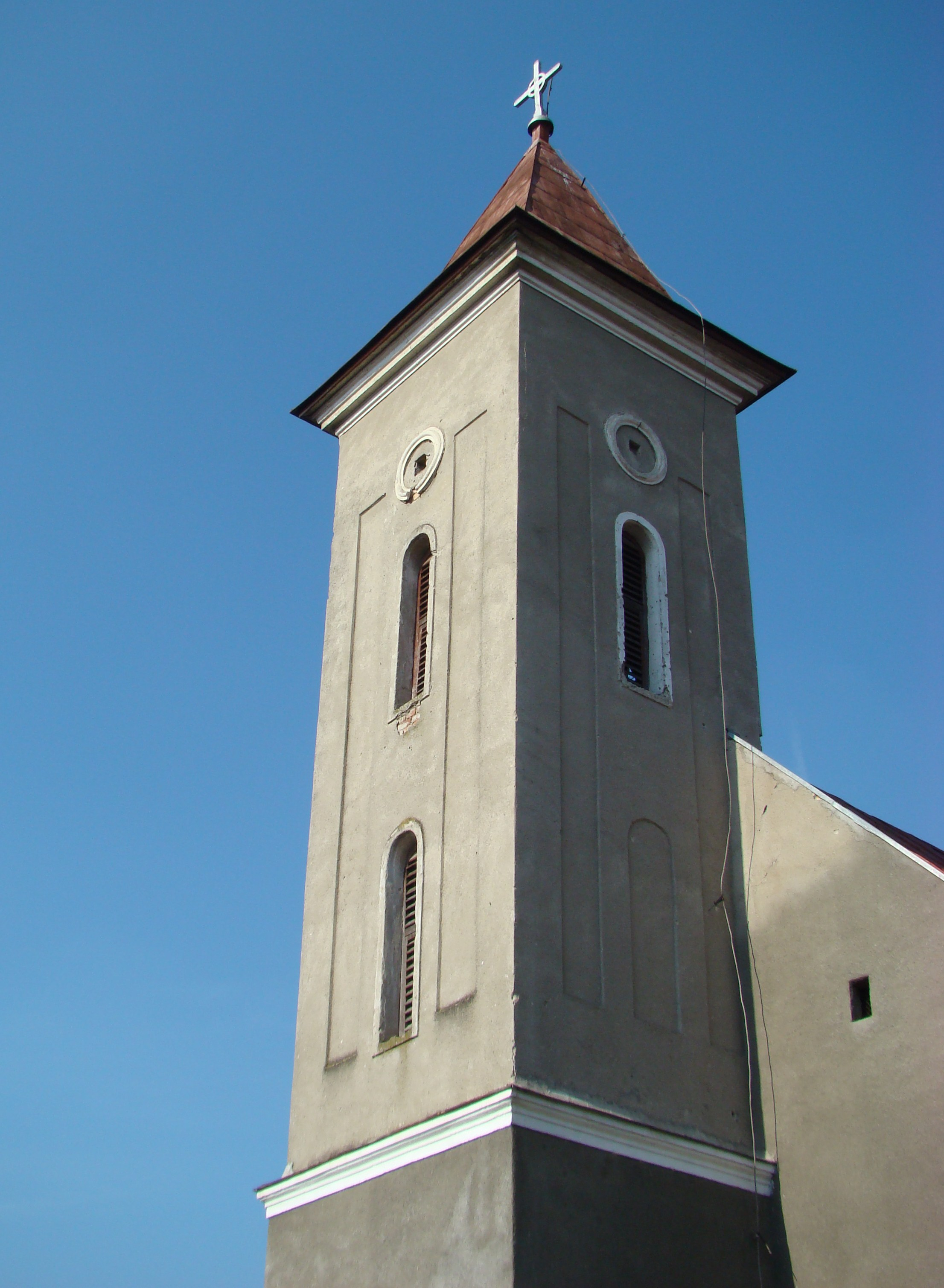
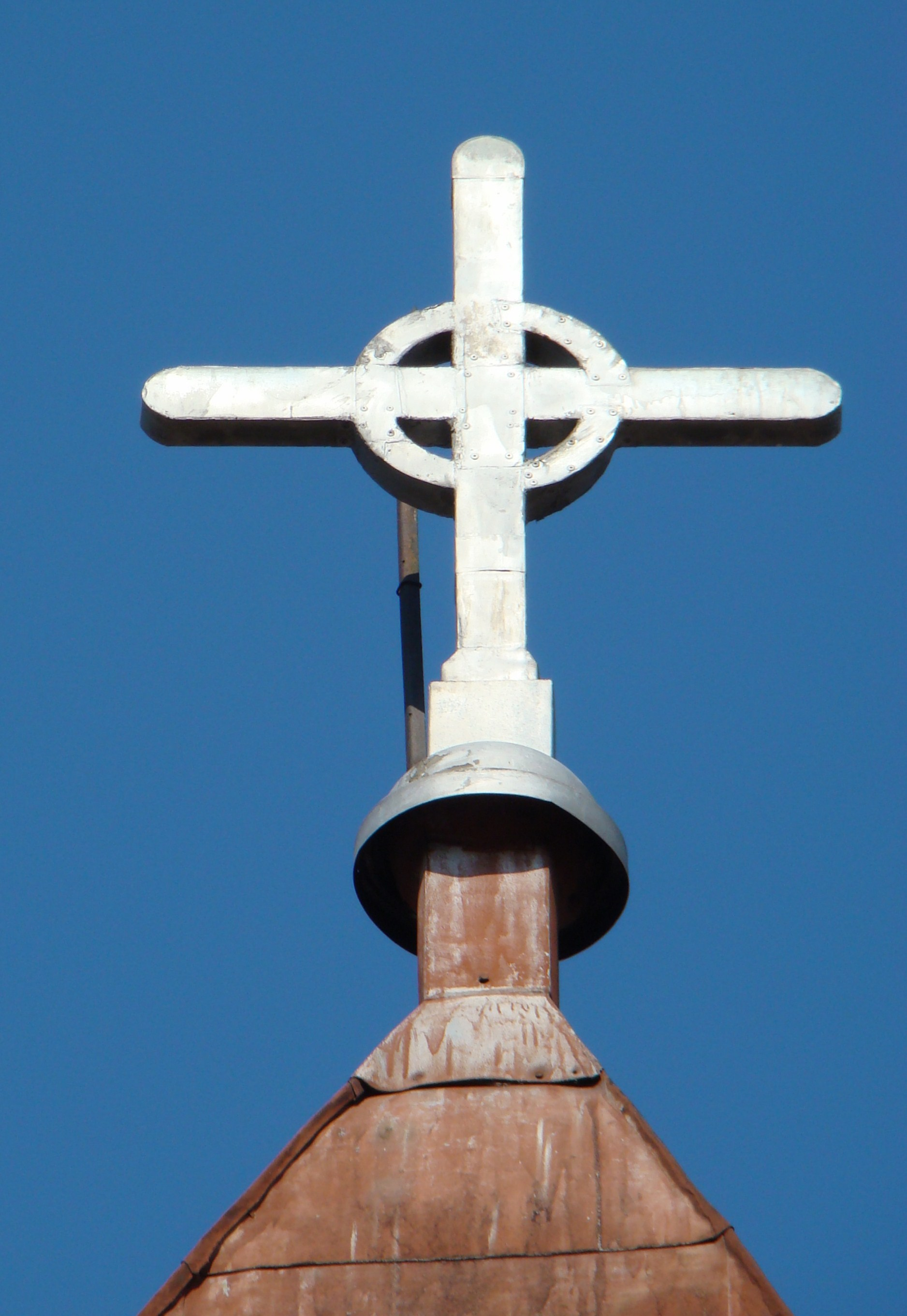
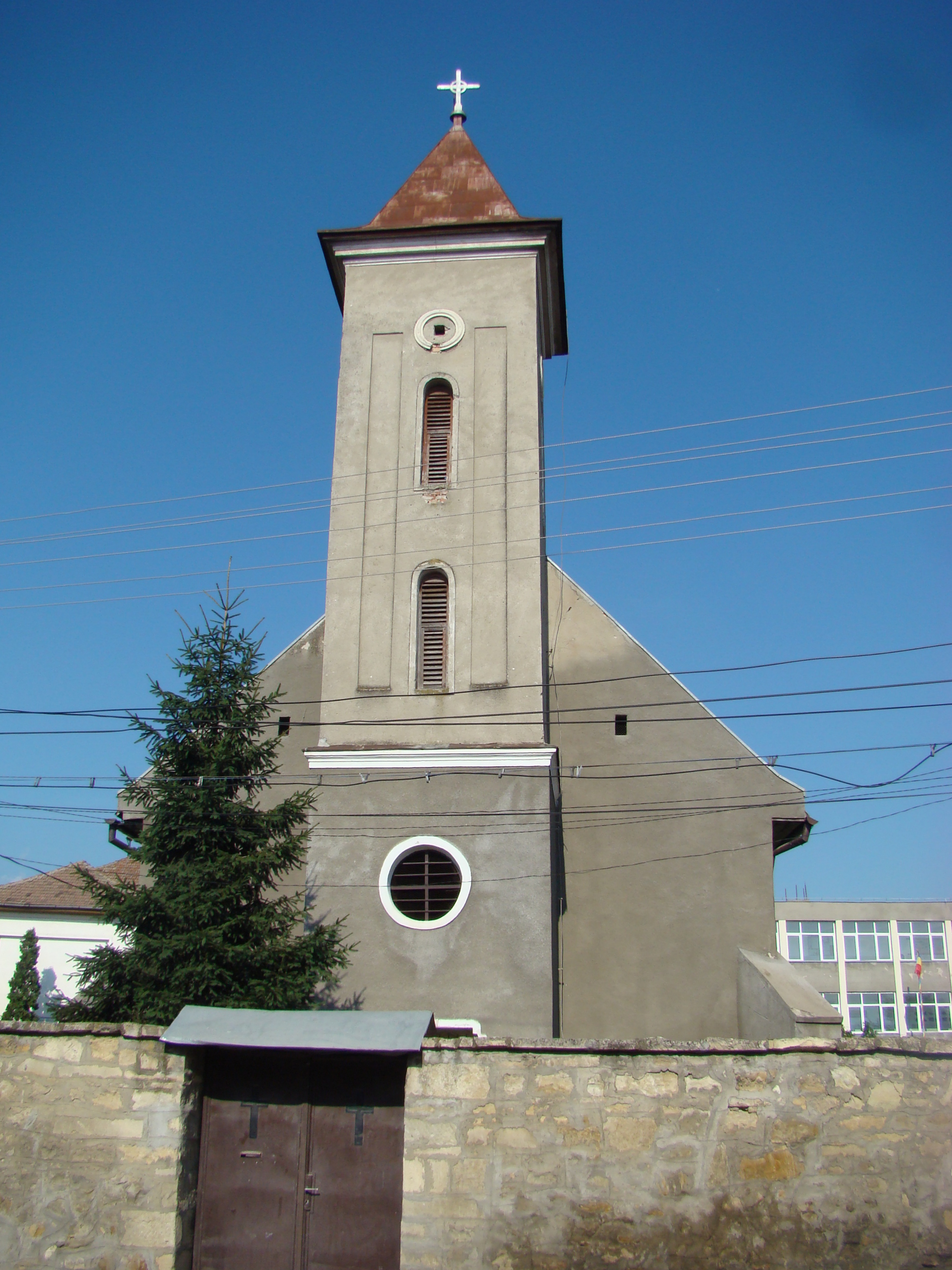